# El Correo Francés
El Correo Francés es un edificio ubicado en el cruce de las calles 16 de septiembre y Palma en el Centro Histórico de la Ciudad de México. De estilo Escuela de Chicago y detalles art noveau, debe su nombre a la tienda de departamentos que lo edificó en 1929 y es atribuido a Paul Dubois. 
Perteneció a los edificios establecidos desde el Porfiriato de grandes almacenes comerciales con productos de importación francesa como El Puerto de Liverpool, El Palacio de Hierro, las Fábricas de Francia, el Puerto de Veracruz o el Gran Cajón de Sol. Muchas de estas empresas tuvieron fábricas en la zona de Orizaba y Río Blanco, por lo cual se agruparon en la Compañía Industrial de Orizaba, fundada en 1892 ya la cual perteneció Mateo Lambert, dueño de El Correo Francés.

## Estilo
En sus cinco pisos su arquitectura responde a las convenciones de la llamada Escuela de Chicago, con estructuras de acero y el uso de ventanas cuadradas continuas al estilo muro cortina, y tiene detalles art noveau como la techumbre que separa la planta baja del segundo piso y en el acceso al edificio una cornisa curveada con motivos florales y vegetales hechos con mosaicos venecianos. En el cuarto piso luce una cartela que dice "El Correo Francés" hecha con mosaicos, los cuales se prolongan en otros detalles hacia el remate del edificio. 
El uso temprano de hierro en la estructura permitió a estos edificios contar con ventanales de mayor tamaño.